# Renaissance (gruppo musicale)
I Renaissance sono un gruppo inglese attivo a partire dalla fine degli anni sessanta. Venuto fuori dalle ceneri degli Yardbirds, il gruppo ha condotto, lungo gli anni settanta, una carriera ricca di successi, impostata sulla sovrapposizione ad un sound folk rock di citazioni, allusioni e rielaborazioni di materiale preso dal repertorio della musica classica occidentale: i maggiori compositori citati sono innanzitutto Bach, Chopin, Albinoni, Debussy, Rachmaninoff, Rimsky-Korsakov, Prokofiev, Ravel. Gli album dei Renaissance, in particolare Ashes Are Burning, sono stati spesso mandati in onda dalle radio americane interessate al progressive rock (WNEW-FM, WHFS-FM e WVBR).

## Storia: gli anni settanta

### I Renaissance di Relf e McCarty
Dopo lo smembramento degli Yardbirds, storico gruppo degli anni sessanta, alcuni suoi membri decidono, nel 1969, di formare un nuovo gruppo che, con una musica più melodica e sperimentale, costituisca una sorta di reazione al R&B suonato lungo il decennio passato. Inizialmente, Keith Relf e Jim McCarty formano i Together, gruppo acustico responsabile del singolo Henry's Coming/Love Mum and Dad per la Columbia. Dai Together vengono fuori i Renaissance. A dirigere l'operazione sono Paul Samwell-Smith, Keith Relf e Jim McCarty (rispettivamente bassista, cantante e batterista degli Yardbirds). Nello specifico, la sperimentazione doveva insistere soprattutto su una miscela di rock, folk e classica. Il nuovo quintetto è composto da Keith Relf alla chitarra e al canto e da Jim McCarty alla batteria, oltre che dal bassista Louis Cennamo, dal pianista John Hawken, e dalla sorella di Relf, Jane, come voce aggiunta. La formazione pubblica un primo album per l'etichetta inglese Island e un secondo per l'americana Elektra, il primo dei quali è prodotto da Paul Samwell-Smith (che, in futuro, diventerà un affermato produttore). Un tour americano riscuote un certo successo, ma il gruppo non riesce a produrre un hit, tanto che il secondo album (Illusion, del 1971) viene inizialmente pubblicato solo in Germania. Illusion è un album composito, nel senso che ci sono almeno tre formazioni interne che vi operano, prossime all'implosione. La più strutturata di queste compagini interne è quella formata da Jane Relf e da John Hawken. In quest'album, peraltro, appaiono i primi contributi di Betty Thatcher (che scrive i testi) e di Michael Dunford (che compone un pezzo, Mr. Pine, un bridge del quale verrà ripreso e sviluppato nel pezzo Running Hard, da Turn of the Cards). Il quintetto si dissolve in breve, lasciando McCarty a cercare nuovi componenti, ma è poi lo stesso McCarty ad abbandonare. Per un brevissimo periodo dal novembre al dicembre del 1970 ci fu una compagine così composta, che realizzò alcune esecuzioni in studio e dal vivo e relativi video, testimoniate su YouTube: Terry Crowe (voce e cori), Binky Cullom (voce solista), Mike Dunford (chitarra), John Tout (tastiera), Terry Slade (batteria), Neil Korner (basso).

### La formazione classica
Fatto pressoché unico nella storia del rock, il gruppo si ricostituisce con una formazione completamente ristrutturata, risultando quasi nulli i collegamenti con la precedente formazione: due soli pezzi dell'album Prologue sono scritti da McCarty; importante elemento di transizione è Dunford, amico di vecchia data del pianista Hawken (erano insieme nella formazione di british pop The Nashville Teens, attiva negli anni sessanta), viene da lui invitato ad assistere ad alcune session della versione seminale dei Renaissance, accompagnato dal cantante Terry Crow. Per qualche tempo, la formazione è composta da Dunford, Hawken, Jane Relf, il batterista Terry Slade e il bassista Neil Korner. In seguito, a Hawken è offerta la possibilità di unirsi agli Strawbs e così abbandona. Il gruppo vede un periodo di rimestamenti e di instabilità. Attraverso annunci, si mette alla ricerca di una cantante e di un tastierista. Nel frattempo, Keith Relf e Louis Cennamo proseguiranno insieme verso uno stile più hard, fondando gli Armageddon, super-gruppo che dura poco, a motivo della sfortunata morte di Relf, ucciso da un corto circuito occorso alla propria chitarra. Successivamente alla morte di Relf, gli altri componenti dei primi Renaissance cercheranno di riprendere il discorso interrotto fondando gli Illusion.
Gradualmente, la situazione dei nuovi Renaissance finisce per assestarsi: a condurre il nuovo corso ci sono Michael Dunford alla chitarra folk, John Tout al pianoforte, Jon Camp al basso e al canto, Terence Sullivan alla batteria (che sostituisce Slade). A un certo momento, Rob Hendry sostituisce Dunford nel ruolo di chitarrista, mentre a quest'ultimo - altro caso alquanto curioso - è affidato il ruolo esclusivo di compositore e arrangiatore (in quest'ultimo caso con Tout). Dunford suona, quindi, le sue canzoni durante le prove e al gruppo è affidata l'esecuzione e la rielaborazione. I testi vengono affidati alla poetessa Betty Thatcher (che aveva già collaborato con McCarty): la poetessa, originaria della Cornovaglia, riceveva lì per posta la musica di Dunford e da lì spediva a Londra i testi che scriveva per la band. Quanto a Annie Haslam, a motivo degli studi da lei condotti alla Scuola d'Arte in Cornovaglia, diviene amica della Thatcher e, attraverso lei, viene a sapere che i Renaissance sono a caccia di una nuova cantante. Ha, in precedenza, lavorato nel campo della moda e, successivamente, come cantante nel West End. La sua strabiliante tecnica vocale incontra decisamente i gusti del gruppo: la Haslam sarà responsabile del vocalese, un peculiare canto senza parole che, a suo dire, le è stato ispirato da Howard Werth, cantante e chitarrista degli Audience, che i Renaissance avevano avuto modo di incontrare sul palco.
Questa formazione pubblica Prologue nel 1972. Il disco (prodotto da Miles Copeland e dal gruppo) avvia un discorso che si manterrà intatto almeno fino a Scheherazade and Other Stories (del 1975). Sono presenti riferimenti espliciti alla musica classica (Chopin nella title track, il cui sound, peraltro, è indiscutibilmente sensibile al beat degli anni sessanta e Rachmaninoff in Kiev). Un prodotto atipico (almeno per la produzione successiva del gruppo) è Rajah Khan, una suite di circa undici minuti che vede la collaborazione di Francis Monkman (dei Curved Air) al sintetizzatore (VCS3) e di un non meglio identificato musicista indiano alle tabla (il titolo viene dal nome del cane di Danny McCulloch, bassista proveniente dai New Animals che aveva preceduto Camp nel gruppo). Riuscite risultano anche le altre composizioni del disco, come l'esistenziale Spare Some Love e le delicate Sounds of the Sea (in cui vengono sovraincisi suoni di onde del mare e - a detta della Haslam - persino i passi di un uomo sulla spiaggia) e Bound for Infinity.
Quando il gruppo decide di espellere la chitarra elettrica dalla propria musica Hendry viene, infine, sostituito da Dunford. Con l'aiuto dell'arrangiatore d'archi Richard Hewson, questa classica formazione pubblica il successivo Ashes Are Burning (1973) (registrato a Wembley e prodotto da Dick Plant e dal gruppo). Due pezzi dell'album (Can You Understand e Carpet of the Sun) vedono la partecipazione di un'orchestra di 22 membri. Alla title track partecipa invece Andy Powell (membro fondatore dei Wishbone Ash) con la sua chitarra elettrica. Per l'ultima volta, il gruppo utilizza materiale di McCarty (si tratta della notevole On the Frontier). Il disco rappresenta certamente un notevole passo in avanti rispetto a Prologue: l'insieme è più omogeneo, la scrittura più ambiziosa e l'esecuzione più matura.
Il disco successivo è Turn of the Cards. La formula è simile a quella del precedente, anche se i riferimenti folk sono leggermente attenuati. Il sound, nel complesso, è più potente, con la batteria e il basso mixati in modo da essere esaltati e contrappuntati dagli arrangiamenti orchestrali di Jimmy Horowitz, più prominenti di quelli di Hewson. Pezzo d'apertura è Running Hard che, in 9 minuti circa, propone temi variegatissimi, impegnative costruzioni vocali e un arrangiamento che mostra un compendio esaustivo del repertorio della band. Due canzoni brevi (la malinconica I Think of You e la drammatica Cold is Being) sono attorniate da pezzi più lunghi, tra cui spiccano l'aggressiva ed esasperata Things I Don't Understand e l'articolata Mother Russia, pezzo in cui culmina l'amore del gruppo per la Russia, in questo caso fotografata attraverso gli occhi del Solženicyn di Una giornata di Ivan Denisovič, nel contesto della repressione culturale.
Scheherazade and Other Stories è certamente uno dei progetti più ambiziosi del gruppo. L'intera seconda facciata è occupata da Song of Scheherazade, una suite di 24 minuti, che contrariamente a un'opinione diffusa, non è basata sulla Scheherazade di Nikolai Rimskij-Korsakov anche se contiene un breve motivo ricorrente che fa riferimento a quell'opera.

### La seconda metà degli anni settanta
È nel 1978 che i Renaissance registrano uno dei loro maggiori hit di sempre, Northern Lights, tratto dall'album A Song for All Seasons, ma la vita della band è agitata dalla cattiva accoglienza che riceve dal pubblico l'album successivo, Azure d'Or, del 1979, soprattutto a motivo di un uso smodato del sintetizzatore, un cammino che, prima o poi, hanno intrapreso molte band progressive. Camp si fa carico della maggior parte delle composizioni, mentre Tout e Sullivan si fanno da parte e abbandonano il gruppo.

## Gli ultimi anni
La Haslam, Dunford e Camp pubblicano un paio di album negli anni ottanta (tra cui Camera Camera, particolarmente apprezzato dalla critica) e finiscono per sciogliere il gruppo.
Gli album dei Renaissance non vengono stampati in CD per lungo tempo: disponibili risultano solo alcune compilation, stampate negli anni novanta. Sempre negli anni novanta, gran parte del catalogo Renaissance vede la luce in CD.
Alla fine degli anni novanta, tanto la Haslam che Dunford mettono su band distinte con il nome Renaissance.
La band torna in vita nel 2000, per registrare Tuscany, esibirsi ad un concerto all'Astoria di Londra e imbarcarsi in un breve tour in Giappone. La Haslam annuncia immediatamente dopo che la reunion non avrà seguito. Terry Sullivan, più in là, incide un album in stile Renaissance, con testi di Betty Thatcher e l'apporto delle tastiere di Tout.
Nel 2005, la Haslam annuncia che i Renaissance non si riuniranno mai più; in realtà la band ha continuato, seppur sporadicamente, ad effettuare concerti, con nuovi componenti e sotto la leadership di Annie Haslam. Nel 2013 è uscito un nuovo album con il titolo in lingua italiana, Grandine il vento, per l'ultima volta con alcune registrazioni di Michael Dunford e con la partecipazione, in alcuni brani, di ospiti illustri, come John Wetton e Ian Anderson. Nello stesso anno è stato selezionato per la band un nuovo chitarrista di nome Ryche Chlanda, in vista del tour programmato per aprile.
Il 15 agosto 2011, a 67 anni di età, muore di cancro Betty Thatcher, l'autrice di molti testi della formazione classica dei Renaissance, ma anche di quella originale di Relf-McCarthy. Il 21 novembre 2012 viene resa nota, ancora tramite il sito ufficiale del gruppo, la notizia della morte di Michael Dunford, 68 anni, causata da un'emorragia cerebrale. Il 1º maggio 2015 il tastierista John Tout muore a Londra, presso il Royal Free Hospital dov'era in cura per complicazioni polmonari di una lunga malattia. Il 13 dicembre 2024 è deceduto anche il bassista Jon Camp, all'età di 75 anni. Della line-up più celebre del gruppo rimangono, quindi, Annie Haslam ed il batterista Terence Sullivan.

## Formazione

### Attuale
- Annie Haslam – voce (1971–1987, 1998–2002, 2009–presente)
- Mark Lambert – chitarra (2012–presente)
- Geoffrey Langley – tastiera (2019–presente)
- Leo Traversa  – basso
- Frank Pagano – batteria, (2009–2017, 2018–presente)

### Ex componenti
- John Hawken - tastiera, (1969-1970)
- Jane Relf - voce, (1969-1970)
- Keith Relf - chitarra (1969-1970)
- Louis Cennamo - basso (1969-1970)
- Jim McCarthy - batteria (1969-1970)
- Michael Dunford - chitarra (1970-1972;1973-1987;1998-2002;2009-2012)
- Terry Slade - batteria (1970-1972)
- Terry Crowe - voce (1970-1971)
- Binki Cullom - voce (1970)
- John Tout - tastiera (1970-1980;1998-1999)
- Neil Corner - basso (1970)
- John Wetton - basso (1971-1972)
- John Camp - basso (1972-1985)[5]
- Terry Sullivan - batteria (1972-1980;1998-2002)
- Gavin Harrison - batteria (1983-1984)
- Charles Descarfino - batteria (1985-1987;2017-2018)
- Tom Brislin - tastiera (1989-1991;2009-2010,2016-2018)
- Mickey Simmonds - tastiera (1999-2002)
- Jason Hart - tastiera (2010-2016)
- Leo Traversa - basso (2015-2018)
- Rave Tesar – chitarra, (2001–2002, 2009–2022)

## Discografia

### Album in studio
- 1969 - Renaissance
- 1971 - Illusion
- 1972 - Prologue
- 1973 - Ashes Are Burning
- 1974 - Turn of the Cards
- 1975 - Scheherazade and Other Stories
- 1977 - Novella
- 1978 - A Song for All Seasons
- 1979 - Azure d'Or
- 1981 - Camera Camera
- 1983 - Time-Line
- 2000 - Tuscany
- 2013 - Grandine il vento

### Live
- 1976 - Live at Carnegie Hall
- 1997 - Live at the Royal Albert Hall: King Biscuit Flower Hour Vol. 1
- 1997 - Live at the Royal Albert Hall: King Biscuit Flower Hour Vol. 2
- 1999 - The BBC Sessions 1975-1978
- 2000 - Day of the Dreamer
- 2000 - Unplugged Live at the Academy of Music
- 2002 - In the Land of the Rising Sun: Live in Japan 2001

### Raccolte
- 1990 - Tales of 1001 nights Volume I
- 1990 - Tales of 1001 nights Volume II
- 1995 - Da Capo (box da collezione)
- 1997 - Songs from Renaissance Days
- 2002 - Live + Direct

### EP
- 2010 - The Mystic and the Muse (EP)

### Michael Dunford's Renaissance
- 1994 - The Other Woman (dei Renaissance di Michael Dunford)
- 1997 - Ocean Gypsy (dei Renaissance di Michael Dunford)
- 1998 - Trip To The Fair

### Annie Haslam's Renaissance
- 1994 - Blessing in Disguise

### Renaissant
- 2005 - South of Winter